# Olympische Sommerspiele 2000/Leichtathletik – 200 m (Männer)

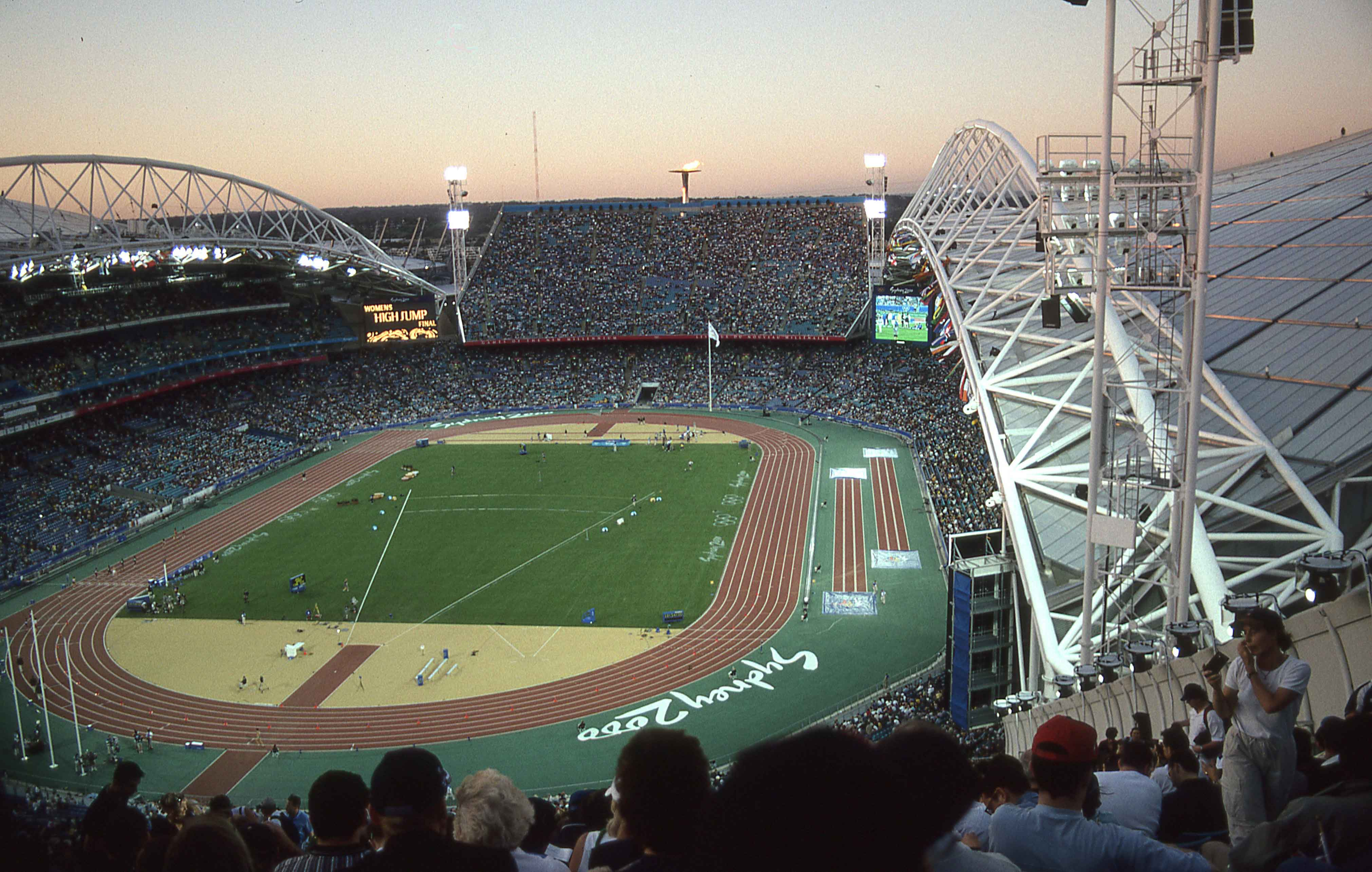
Das frühere ANZ Stadium von Sydney während der Olympischen Spiele 2000

Der 200-Meter-Lauf der Männer bei den Olympischen Spielen 2000 in Sydney wurde am 27. und 28. September 2000 im Stadium Australia ausgetragen. 67 Athleten nahmen teil.
Olympiasieger wurde der Grieche Konstantinos Kenteris. Er gewann vor Darren Campbell aus Großbritannien. Bronze ging an Ato Boldon aus Trinidad und Tobago.
Der Österreicher Martin Lachkovics scheiterte in der Vorrunde.

Athleten aus Deutschland, der Schweiz und Liechtenstein nahmen nicht teil.

## Aktuelle Titelträger
| Olympiasieger 1996                      | Michael Johnson ( USA)           | 19,32 s | Atlanta 1996    |
| Weltmeister 1999                        | Maurice Greene ( USA)            | 19,90 s | Sevilla 1999    |
| Europameister 1998                      | Douglas Walker ( Großbritannien) | 20,53 s | Budapest 1998   |
| Panamerikanischer Meister 1999          | Claudinei da Silva ( Brasilien)  | 20,30 s | Winnipeg 1999   |
| Zentralamerika und Karibik-Meister 1999 | Christopher Williams ( Jamaika)  | 20,40 s | Bridgetown 1999 |
| Südamerika-Meister 1999                 | Édson Ribeiro ( Brasilien)       | 20,54 s | Bogotá 1999     |
| Asienmeister 2000                       | Masahiko Fukunaga ( Japan)       | 20,78 s | Jakarta 2000    |
| Afrikameister 2000                      | Aziz Zakari ( Ghana)             | 20,23 s | Algier 2000     |
| Ozeanienmeister 2000                    | Peter Pulu ( Papua-Neuguinea)    | 21,39 s | Adelaide 2000   |

## Rekorde

### Bestehende Rekorde
| Weltrekord         | 19,32 s | Michael Johnson ( USA) | Finale OS Atlanta, USA | 1. August 1996 |
| Olympischer Rekord | 19,32 s | Michael Johnson ( USA) | Finale OS Atlanta, USA | 1. August 1996 |

Der bestehende olympische Rekord, gleichzeitig Weltrekord, wurde bei diesen Spielen nicht erreicht. Die schnellste Zeit erzielte der griechische Olympiasieger Konstantinos Kenteris mit 20,09 s im Finale am 28. September bei einem Gegenwind von 0,6 m/s. Den Olympia- und Weltrekord verfehlte er dabei um 77 Hundertstelsekunden.

### Rekordverbesserungen
Es wurden drei neue Landesrekorde aufgestellt:
- 20,14 s – Konstantinos Kenteris (Griechenland), erstes Viertelfinale bei einem Rückenwind von 0,3 m/s
- 20,47 s – Tommi Hartonen (Finnland), drittes Viertelfinale bei einem Gegenwind von 0,2 m/s
- 20,09 s – Konstantinos Kenteris (Griechenland), Finale bei einem Gegenwind von 0,6 m/s

## Vorrunde
Insgesamt wurden neun Vorläufe absolviert. Für das Viertelfinale qualifizierten sich pro Lauf die ersten drei Athleten. Darüber hinaus kamen die fünf Zeitschnellsten, die sogenannten Lucky Loser, weiter. Die direkt qualifizierten Läufer sind hellblau, die Lucky Loser hellgrün unterlegt.
Anmerkung:
Alle Zeiten sind in Ortszeit Atlanta (UTC−5) angegeben.

### Vorlauf 1

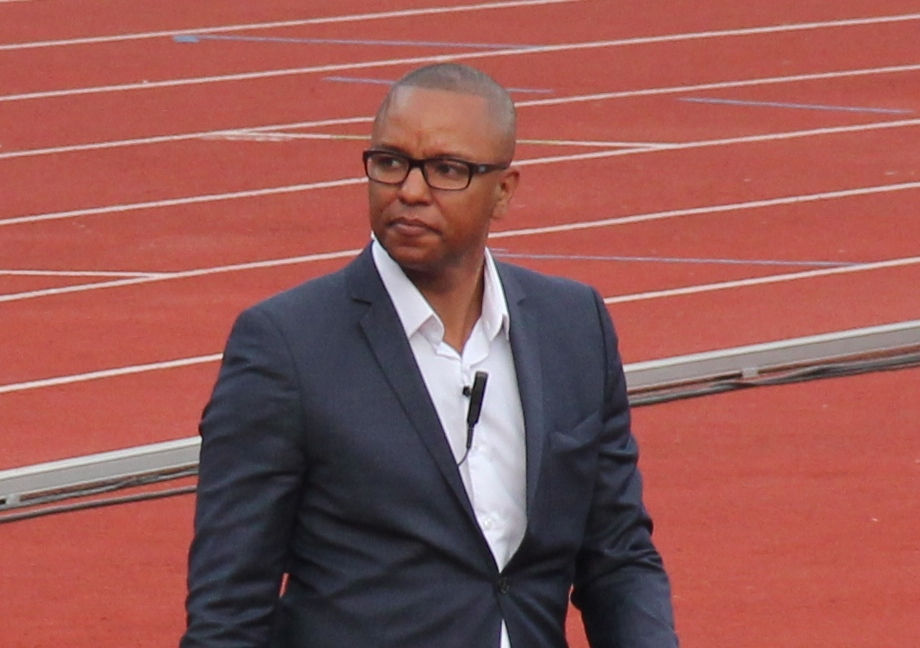
John Ertzgaard (Foto: 2015) erreichte als Vierter des ersten Vorlaufs nicht das Viertelfinale

27. September 2000, 10:05 Uhr
Wind: −0,3 m/s
| Platz | Name                | Nation      | Zeit (s) |
| ----- | ------------------- | ----------- | -------- |
| 1     | Francis Obikwelu    | Nigeria     | 20,76    |
| 2     | Stéphan Buckland    | Mauritius   | 20,81    |
| 3     | Renward Wells       | Bahamas     | 20,95    |
| 4     | John Ertzgaard      | Norwegen    | 21,00    |
| 5     | Sayon Cooper        | Liberia     | 21,10    |
| 6     | Albert Agyemang     | Ghana       | 21,22    |
| 7     | Jayson Jones        | Belize      | 22,20    |
| DNF   | Mohamed Mahbub Alam | Bangladesch |          |

### Vorlauf 2
27. September 2000, 10:11 Uhr
Wind: −0,2 m/s
| Platz | Name           | Nation     | Zeit (s) | Anmerkung                                               |
| ----- | -------------- | ---------- | -------- | ------------------------------------------------------- |
| 1     | Floyd Heard    | USA        | 20,68    |                                                         |
| 2     | Kōji Itō       | Japan      | 20,75    |                                                         |
| 3     | Tommi Hartonen | Finnland   | 20,82    |                                                         |
| 4     | Petko Jankow   | Bulgarien  | 20,91    |                                                         |
| 5     | Darryl Wohlsen | Australien | 20,98    |                                                         |
| 6     | Pierre Browne  | Kanada     | 21,28    |                                                         |
| DSQ   | Tanko Braimah  | Ghana      |          | DSQ nach IAAF Rule 163.3, Übertreten der Bahnbegrenzung |

### Vorlauf 3
27. September 2000, 10:17 Uhr
Wind: +0,5 m/s
| Platz | Name                | Nation              | Zeit (s) |
| ----- | ------------------- | ------------------- | -------- |
| 1     | Ato Boldon          | Trinidad und Tobago | 20,52    |
| 2     | Kim Collins         | St. Kitts und Nevis | 20,52    |
| 3     | Marcin Urbaś        | Polen               | 20,62    |
| 4     | Geir Moen           | Norwegen            | 20,76    |
| 5     | Gideon Jablonka     | Israel              | 20,92    |
| 6     | Gennadi Tschernowol | Kasachstan          | 20,95    |
| DNS   | Alexios Alexopoulos | Griechenland        |          |

### Vorlauf 4
27. September 2000, 10:23 Uhr
Wind: +0,2 m/s
| Platz | Name             | Nation                   | Zeit (s) |
| ----- | ---------------- | ------------------------ | -------- |
| 1     | Coby Miller      | USA                      | 20,49    |
| 2     | Darren Campbell  | Großbritannien           | 20,71    |
| 3     | Uchenna Emedolu  | Nigeria                  | 20,87    |
| 4     | Ahmed Douhou     | Elfenbeinküste           | 20,98    |
| 5     | Ricardo Williams | Jamaika                  | 21,09    |
| 6     | Julieon Raeburn  | Trinidad und Tobago      | 21,21    |
| 7     | Keita Cline      | Britische Jungferninseln | 21,42    |

### Vorlauf 5

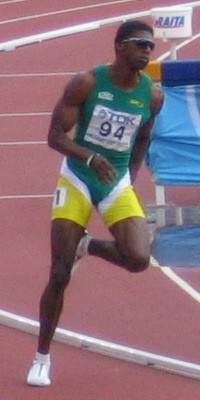
André da Silva – ausgeschieden als Vierter des fünften Vorlaufs

27. September 2000, 10:29 Uhr
Wind: +0,3 m/s
| Platz | Name                        | Nation                       | Zeit (s) |
| ----- | --------------------------- | ---------------------------- | -------- |
| 1     | Konstantinos Kenteris       | Griechenland                 | 20,57    |
| 2     | Anninos Markoullidis        | Zypern                       | 20,83    |
| 3     | Marlon Devonish             | Großbritannien               | 20,89    |
| 4     | André da Silva              | Brasilien                    | 20,95    |
| 5     | Alexander Rjabow            | Russland                     | 21,02    |
| 6     | Marián Vanderka             | Slowakei                     | 21,28    |
| 7     | Ali Khamis Rashid al-Neyadi | Vereinigte Arabische Emirate | 21,93    |
| 8     | Christoffel van Wyk         | Namibia                      | 46,57    |

### Vorlauf 6

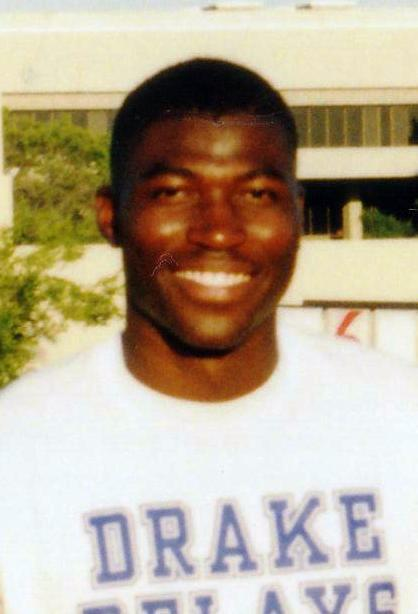
Andrew Tynes – ausgeschieden als Fünfter des sechsten Vorlaufs

27. September 2000, 10:35 Uhr
Wind: −0,4 m/s
| Platz | Name                 | Nation     | Zeit (s) |
| ----- | -------------------- | ---------- | -------- |
| 1     | Christopher Williams | Jamaika    | 20,45    |
| 2     | Shingo Suetsugu      | Japan      | 20,60    |
| 3     | Venancio José        | Spanien    | 20,95    |
| 4     | Martin Lachkovics    | Österreich | 21,00    |
| 5     | Andrew Tynes         | Bahamas    | 21,00    |
| 6     | Jimmy Pino           | Kolumbien  | 21,42    |
| 7     | Pascal Dangbo        | Benin      | 21,54    |
| 8     | Maqsood Ahmad        | Pakistan   | 21,70    |

### Vorlauf 7

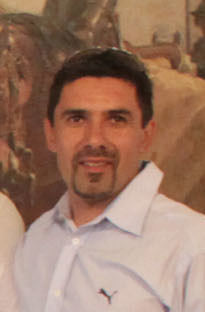
Carlos Gats (hier im Jahr 2012) scheiterte als Fünfter des siebten Rennens in der Vorrunde

27. September 2000, 10:41 Uhr
Wind: +0,5 m/s
| Platz | Name                | Nation      | Zeit (s) |
| ----- | ------------------- | ----------- | -------- |
| 1     | Obadele Thompson    | Barbados    | 20,69    |
| 2     | Joseph Batangdon    | Kamerun     | 20,70    |
| 3     | Antoine Boussombo   | Gabun       | 20,78    |
| 4     | Matthew Shirvington | Australien  | 20,91    |
| 5     | Carlos Gats         | Argentinien | 21,15    |
| 6     | Ricardo Roach       | Chile       | 21,20    |
| 7     | Ezra Sambu          | Kenia       | 21,23    |
| 8     | Sherwin James       | Dominica    | 22,40    |

### Vorlauf 8

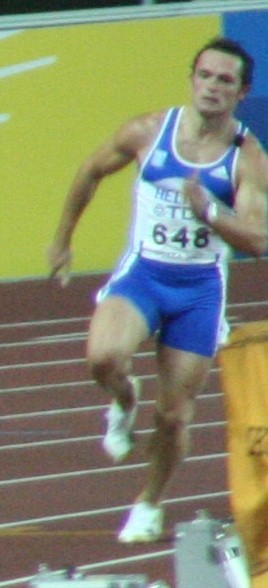
Anastasios Gousis – ausgeschieden als Sechster des achten Vorlaufs

27. September 2000, 10:47 Uhr
Wind: +0,4 m/s
| Platz | Name                 | Nation         | Zeit (s) |
| ----- | -------------------- | -------------- | -------- |
| 1     | John Capel           | USA            | 20,49    |
| 2     | Christian Malcolm    | Großbritannien | 20,52    |
| 3     | Alessandro Cavallaro | Italien        | 20,58    |
| 4     | Heber Viera          | Uruguay        | 20,82    |
| 5     | Patrick Johnson      | Australien     | 20,88    |
| 6     | Anastasios Gousis    | Griechenland   | 21,10    |
| 7     | Salem al-Yami        | Saudi-Arabien  | 21,18    |

### Vorlauf 9
27. September 2000, 10:53 Uhr
Wind: −1,0 m/s
| Platz | Name               | Nation              | Zeit (s) |
| ----- | ------------------ | ------------------- | -------- |
| 1     | Claudinei da Silva | Brasilien           | 20,70    |
| 2     | Dwight Thomas      | Jamaika             | 20,85    |
| 3     | Omar Loum          | Senegal             | 20,87    |
| 4     | Paul Brizzel       | Irland              | 20,98    |
| 5     | Mohamed al-Houti   | Oman                | 21,19    |
| 6     | Dominic Demeritte  | Bahamas             | 21,47    |
| 7     | Joseph Loua        | Guinea              | 21,60    |
| 8     | N’Kosie Barnes     | Antigua und Barbuda | 21,82    |

## Viertelfinale
In den vier Viertelfinalläufen qualifizierten sich pro Lauf die ersten vier Athleten für das Halbfinale (hellblau unterlegt).

### Lauf 1

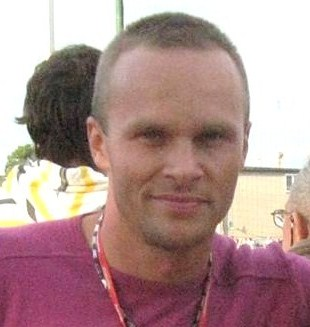
Marcin Urbaś – ausgeschieden als Fünfter des ersten Viertelfinals
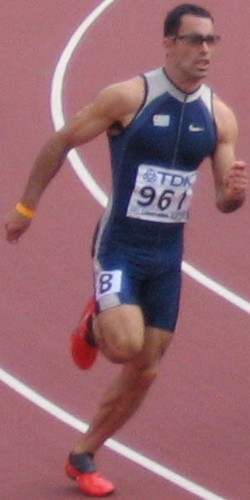
Heber Viera – ausgeschieden als Achter des ersten Viertelfinals

27. September 2000, 19:30 Uhr
Wind: +0,3 m/s
| Platz | Name                  | Nation              | Zeit (s) | Anmerkung |
| ----- | --------------------- | ------------------- | -------- | --------- |
| 1     | Darren Campbell       | Großbritannien      | 20,13    |           |
| 2     | Konstantinos Kenteris | Griechenland        | 20,14    | NR        |
| 3     | Ato Boldon            | Trinidad und Tobago | 20,28    |           |
| 4     | Shingo Suetsugu       | Japan               | 20,37    |           |
| 5     | Marcin Urbaś          | Polen               | 20,43    |           |
| 6     | Geir Moen             | Norwegen            | 20,65    |           |
| 7     | Antoine Boussombo     | Gabun               | 20,71    |           |
| 8     | Heber Viera           | Uruguay             | 20,97    |           |

### Lauf 2

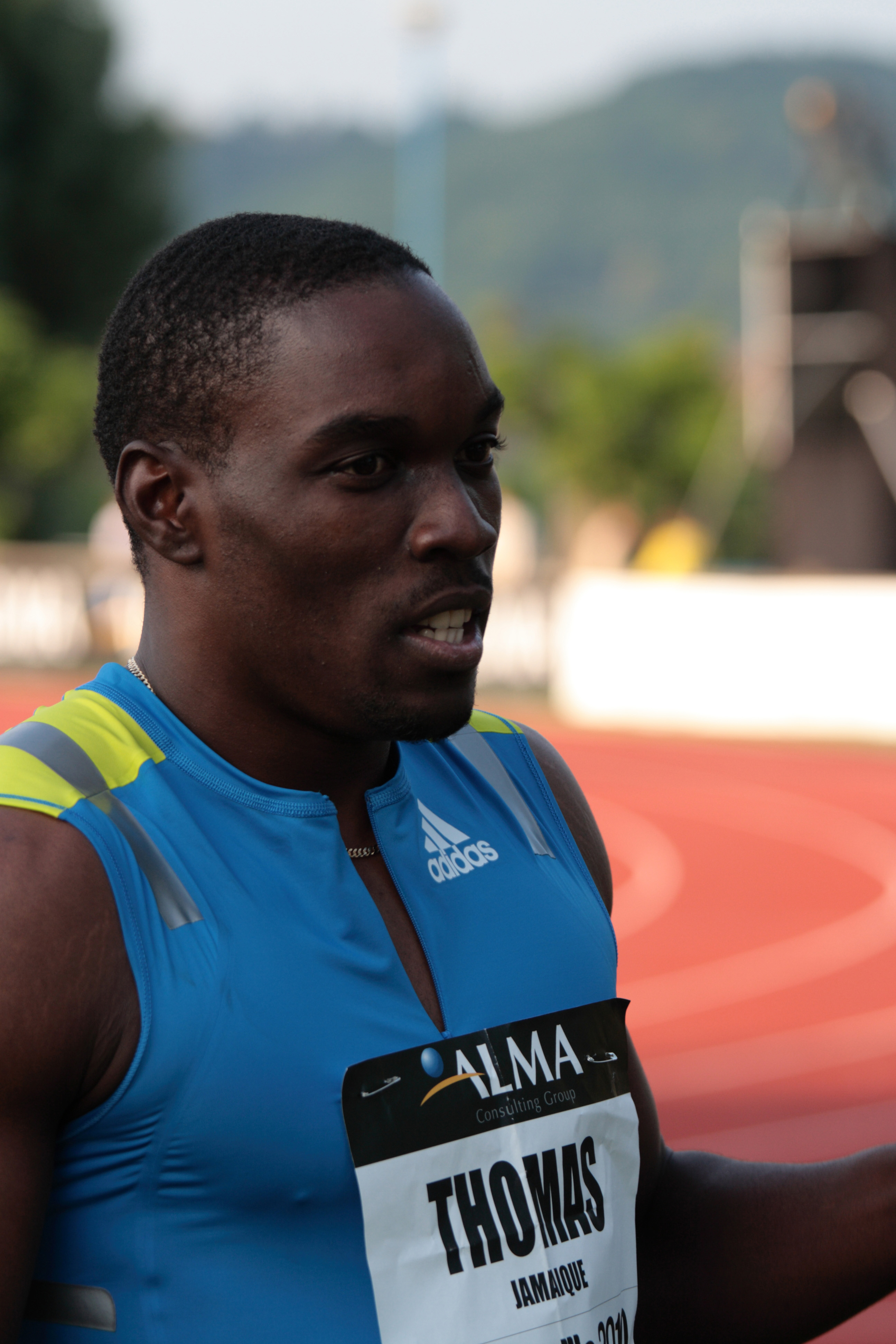
Dwight Thomas – ausgeschieden als Fünfter des zweiten Viertelfinals

27. September 2000, 19:37 Uhr
Wind: ±0,0 m/s
| Platz | Name             | Nation              | Zeit (s) |
| ----- | ---------------- | ------------------- | -------- |
| 1     | Obadele Thompson | Barbados            | 20,16    |
| 2     | Coby Miller      | USA                 | 20,37    |
| 3     | Kim Collins      | St. Kitts und Nevis | 20,47    |
| 4     | Kōji Itō         | Japan               | 20,56    |
| 5     | Dwight Thomas    | Jamaika             | 20,58    |
| 6     | Petko Jankow     | Bulgarien           | 20,75    |
| 7     | Venancio José    | Spanien             | 20,79    |
| 8     | Uchenna Emedolu  | Nigeria             | 20,93    |

### Lauf 3

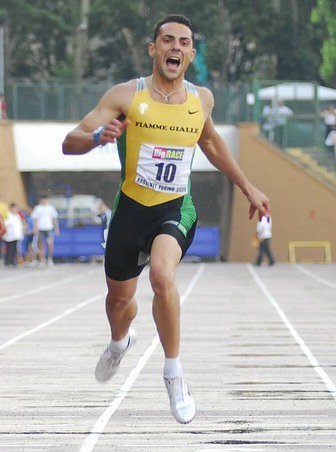
Alessandro Cavallaro – ausgeschieden als Sechster des dritten Viertelfinals
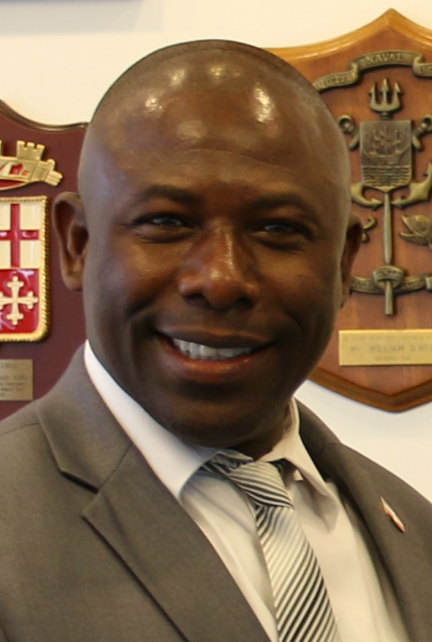
Renward Wells (hier in einer Aufnahme von 2019) erreichte als Achter des dritten Viertelfinals nicht die nächste Runde

27. September 2000, 19:44 Uhr
Wind: −0,2 m/s
| Platz | Name                 | Nation         | Zeit (s) | Anmerkung |
| ----- | -------------------- | -------------- | -------- | --------- |
| 1     | John Capel           | USA            | 20,13    |           |
| 2     | Christian Malcolm    | Großbritannien | 20,19    |           |
| 3     | Claudinei da Silva   | Brasilien      | 20,24    |           |
| 4     | Tommi Hartonen       | Finnland       | 20,47    | NR        |
| 5     | Joseph Batangdon     | Kamerun        | 20,55    |           |
| 6     | Alessandro Cavallaro | Italien        | 20,95    |           |
| 7     | Patrick Johnson      | Australien     | 20,87    |           |
| 8     | Renward Wells        | Bahamas        | 21,26    |           |

### Lauf 4

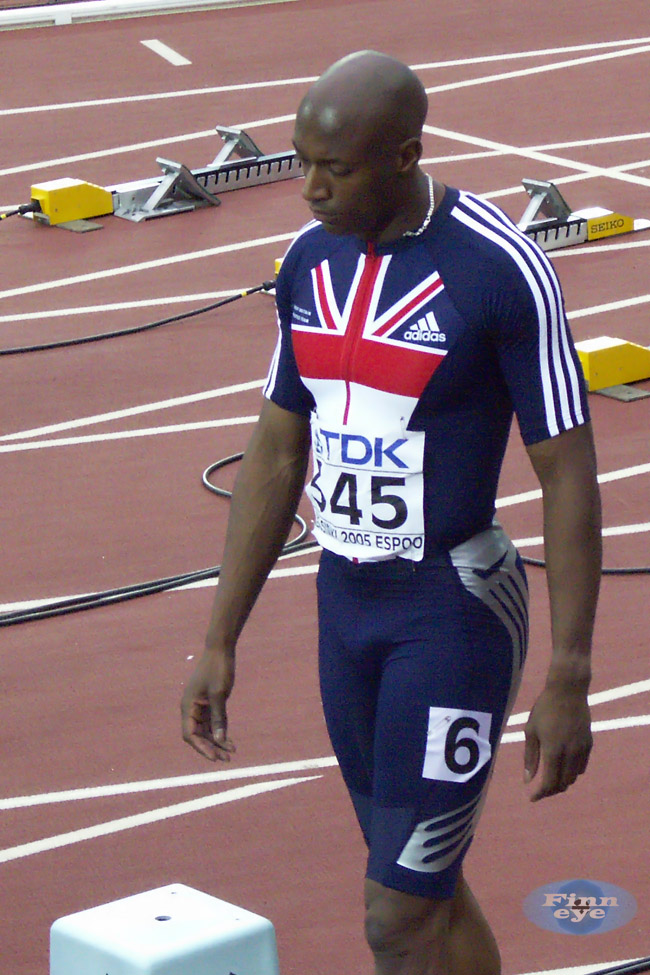
Marlon Devonish – ausgeschieden als Siebter des vierten Viertelfinals
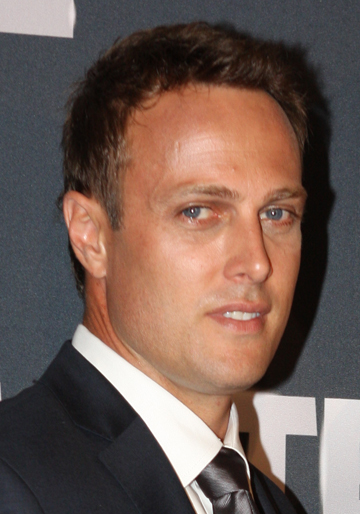
Matthew Shirvington (Foto: 2013) trat zu seinem Viertelfinalrennen nicht an

27. September 2000, 19:51 Uhr
Wind: +0,4 m/s
| Platz | Name                 | Nation         | Zeit (s) |
| ----- | -------------------- | -------------- | -------- |
| 1     | Floyd Heard          | USA            | 20,24    |
| 2     | Christopher Williams | Jamaika        | 20,25    |
| 3     | Francis Obikwelu     | Nigeria        | 20,33    |
| 4     | Stéphan Buckland     | Mauritius      | 20,53    |
| 5     | Omar Loum            | Senegal        | 20,60    |
| 6     | Anninos Markoullidis | Zypern         | 20,71    |
| 7     | Marlon Devonish      | Großbritannien | 20,82    |
| DNS   | Matthew Shirvington  | Australien     |          |

## Halbfinale
Für das Finale qualifizierten sich in den beiden Läufen die jeweils ersten vier Läufer (hellblau unterlegt).

### Lauf 1

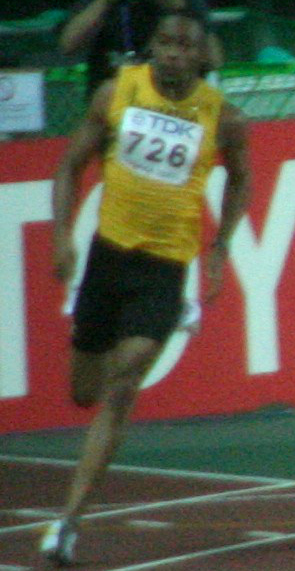
Christopher Williams – ausgeschieden als Fünfter des ersten Halbfinals
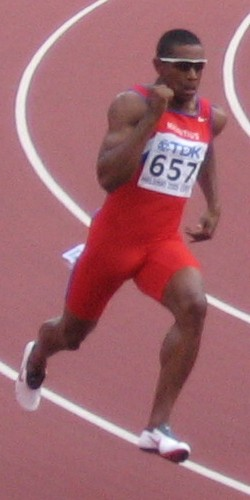
Stéphan Buckland – ausgeschieden als Sechster des ersten Halbfinals
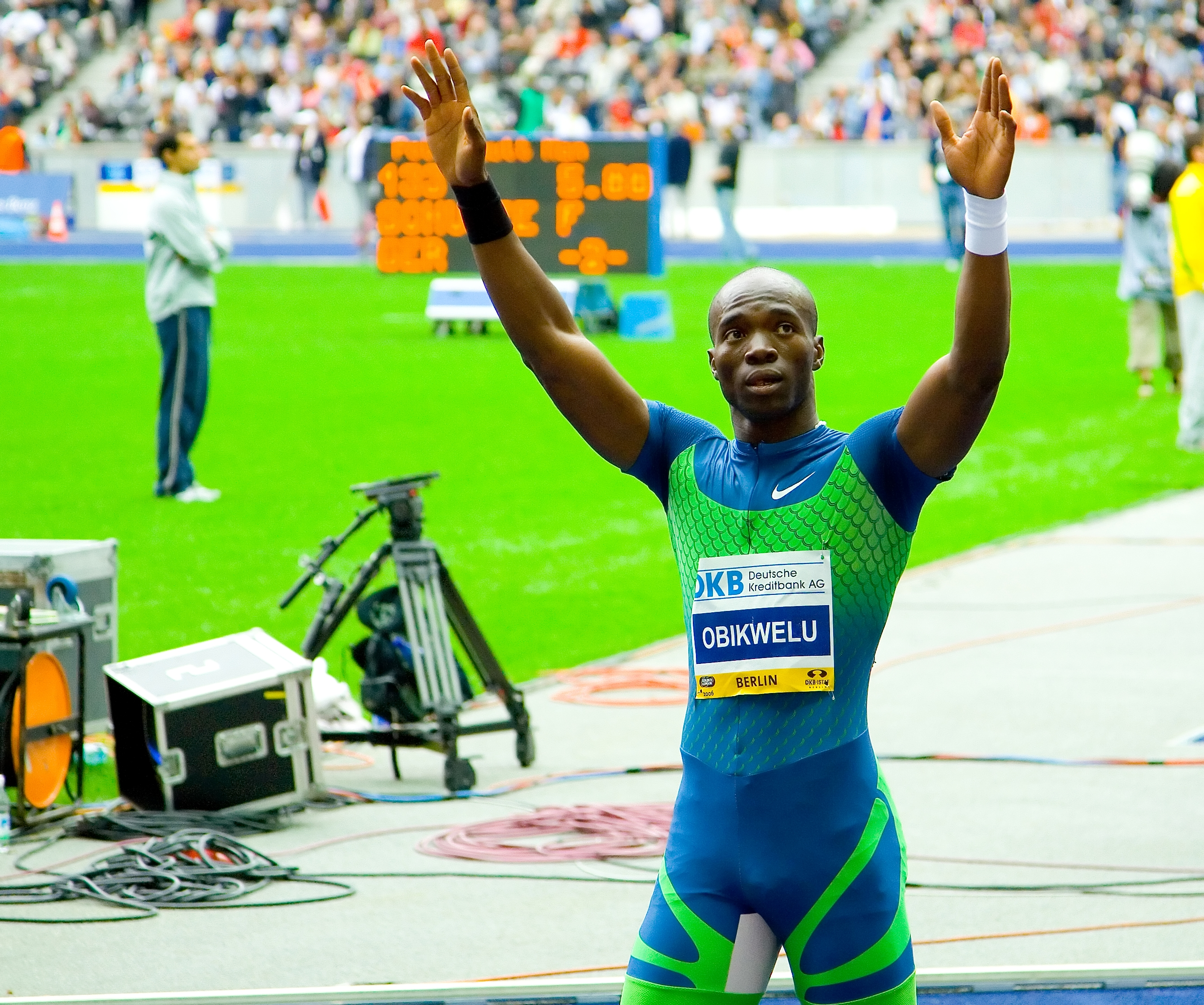
Francis Obikwelu – hier noch für Nigeria, später für Portugal startend – schied als Siebter des ersten Halbfinals aus

28. September 2000, 18:20 Uhr
Wind: −1,1 m/s
| Platz | Name                 | Nation              | Zeit (s) |
| ----- | -------------------- | ------------------- | -------- |
| 1     | John Capel           | USA                 | 20,10    |
| 2     | Christian Malcolm    | Großbritannien      | 20,19    |
| 3     | Ato Boldon           | Trinidad und Tobago | 20,20    |
| 4     | Obadele Thompson     | Barbados            | 20,21    |
| 5     | Christopher Williams | Jamaika             | 20,47    |
| 6     | Stéphan Buckland     | Mauritius           | 20,56    |
| 7     | Francis Obikwelu     | Nigeria             | 20,71    |
| 8     | Tommi Hartonen       | Finnland            | 20,88    |

### Lauf 2

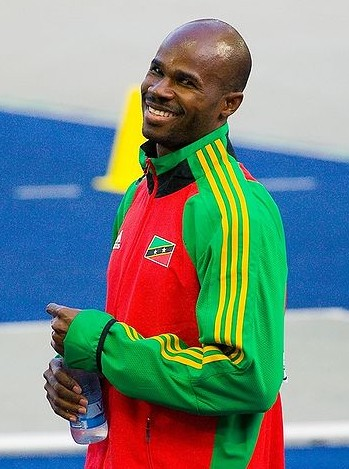
Kim Collins – ausgeschieden als Fünfter des zweiten Halbfinals
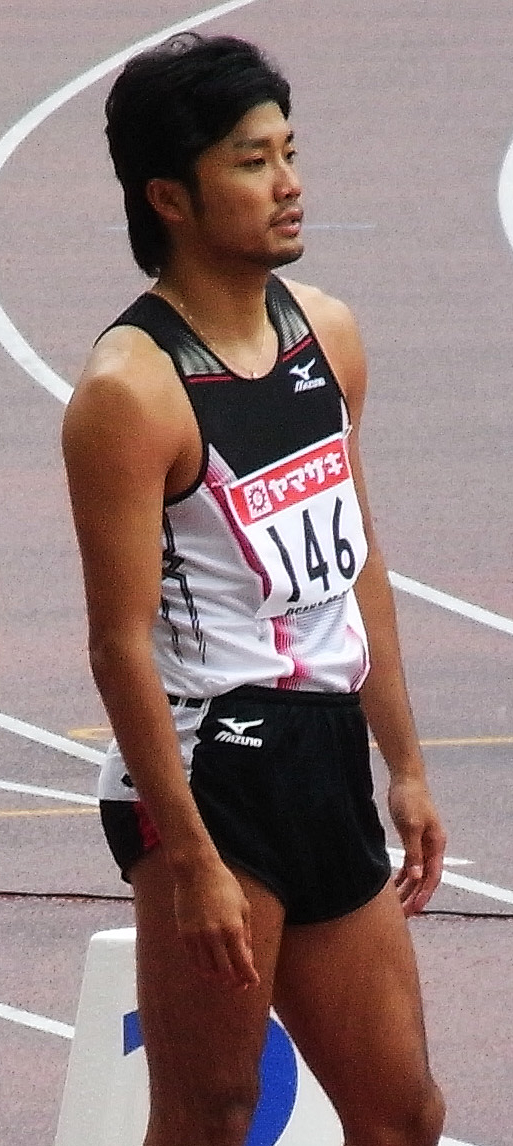
Shingo Suetsugu – ausgeschieden als Achter des zweiten Halbfinals

28. September 2000, 18:28 Uhr
Wind: +0,3 m/s
| Platz | Name                  | Nation              | Zeit (s) |
| ----- | --------------------- | ------------------- | -------- |
| 1     | Konstantinos Kenteris | Griechenland        | 20,20    |
| 2     | Darren Campbell       | Großbritannien      | 20,23    |
| 3     | Claudinei da Silva    | Brasilien           | 20,30    |
| 4     | Coby Miller           | USA                 | 20,45    |
| 5     | Kim Collins           | St. Kitts und Nevis | 20,57    |
| 6     | Floyd Heard           | USA                 | 20,63    |
| 7     | Kōji Itō              | Japan               | 20,67    |
| 8     | Shingo Suetsugu       | Japan               | 20,69    |

## Finale
28. September 2000, 20:20 Uhr
Wind: −0,6 m/s
| Platz | Name                  | Nation              | Zeit (s) | Anmerkung |
| ----- | --------------------- | ------------------- | -------- | --------- |
| 1     | Konstantinos Kenteris | Griechenland        | 20,09    | NR        |
| 2     | Darren Campbell       | Großbritannien      | 20,14    |           |
| 3     | Ato Boldon            | Trinidad und Tobago | 20,20    |           |
| 4     | Obadele Thompson      | Barbados            | 20,20    |           |
| 5     | Christian Malcolm     | Großbritannien      | 20,23    |           |
| 6     | Claudinei da Silva    | Brasilien           | 20,28    |           |
| 7     | Coby Miller           | USA                 | 20,35    |           |
| 8     | John Capel            | USA                 | 20,49    |           |

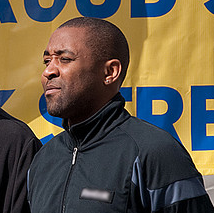
Silbermedaillengewinner Darren Campbell

Für das Finale hatten sich zwei US-Amerikaner und zwei Athleten aus Großbritannien qualifiziert. Komplettiert wurde das Feld durch je einen Starter aus Barbados, Brasilien, Griechenland und Trinidad und Tobago.
Die stärksten Sprinter über 200 Meter, die beiden US-Athleten Michael Johnson und Maurice Greene, waren bei den US-Olympiaausscheidungen in Sacramento bedingt durch Verletzungen gescheitert. Zum Favoritenkreis gehörten nun unter anderem die Sprinter, die bei den Weltmeisterschaften 1999 die nächsten Plätze hinter Weltmeister Greene belegt hatten. Dies waren der Brasilianer Claudinei da Silva, Obadele Thompson aus Barbados, der hier in Sydney bereits Bronze über 100 Meter gewonnen hatte, und der Nigerianer Francis Obikwelu, der allerdings bereits im Halbfinale ausgeschieden war. Dazu kamen Ato Boldon aus Trinidad und Tobago, der Bronzemedaillengewinner von Atlanta und Weltmeister von 1997, hier in Sydney bereits Zweiter über 100 Meter, sowie der Grieche Konstantinos Kenteris, der sich im Olympiajahr stark verbessert hatte.
Im Finale ging es zunächst sehr knapp zu. Zu Beginn der Zielgeraden lagen der US-Amerikaner Coby Miller, der Brite Darren Campbell und Thompson ziemlich gleichauf, mit geringem Abstand folgten Boldon und da Silva. Auch die nächsten Läufer lagen nicht weit zurück. Auf den zweiten einhundert Metern stürmte Konstantinos Kenteris an allen Konkurrenten vorbei zum Olympiasieg in 20,09 s. Fünf Hundertstelsekunden hinter ihm gewann Darren Campbell Silber, weitere sechs Hundertstelsekunden zurück wurde Ato Boldon wie schon über 100 Meter Dritter. Die nächsten Plätze belegten Obadele Thompson, der Brite Christian Malcolm und Claudinei da Silva.
Konstantinos Kenteris war der erste Medaillengewinner und Olympiasieger aus Griechenland in dieser Disziplin.

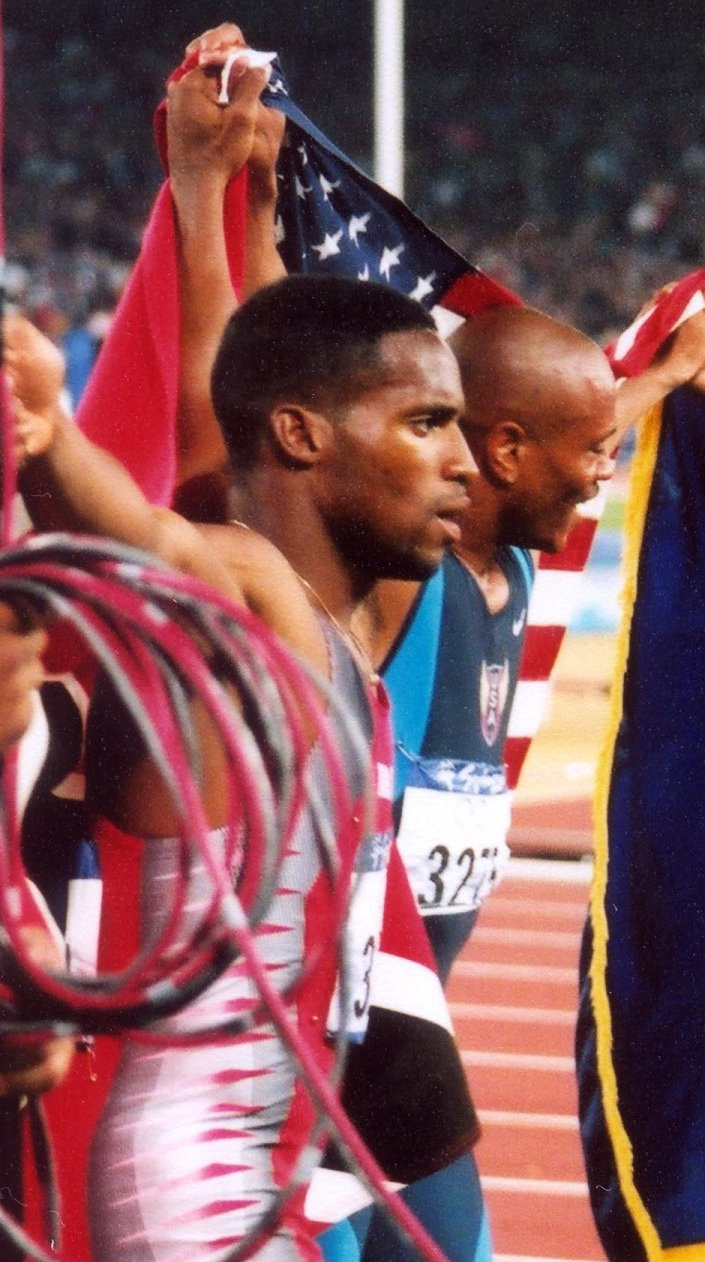
Wie schon über 100 Meter gewann Ato Boldon die Bronzemedaille
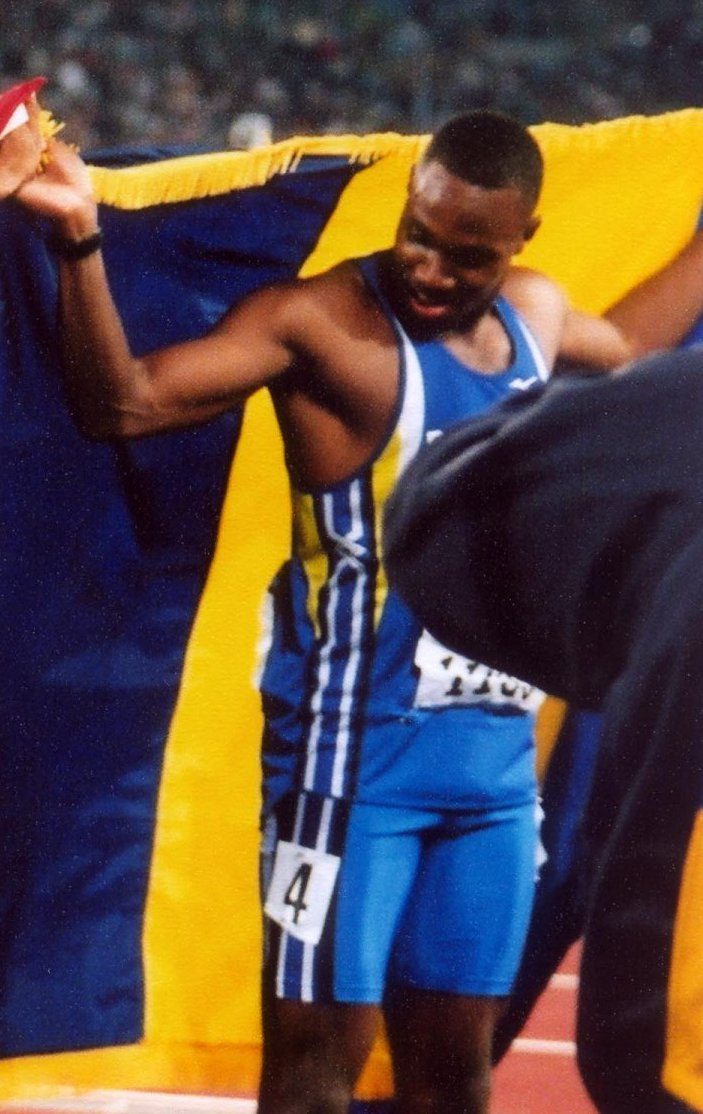
Der Olympiavierte Obadele Thompson
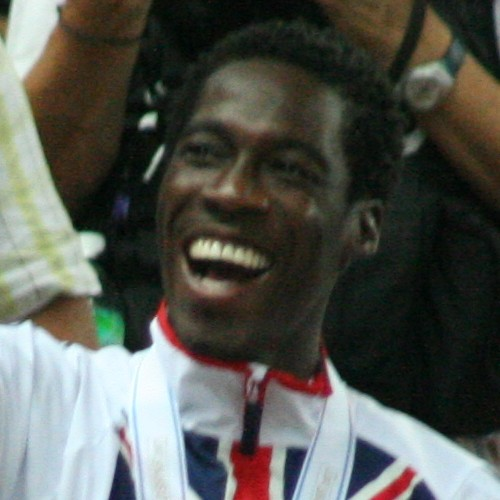
Christian Malcolm erreichte im Finale Platz fünf
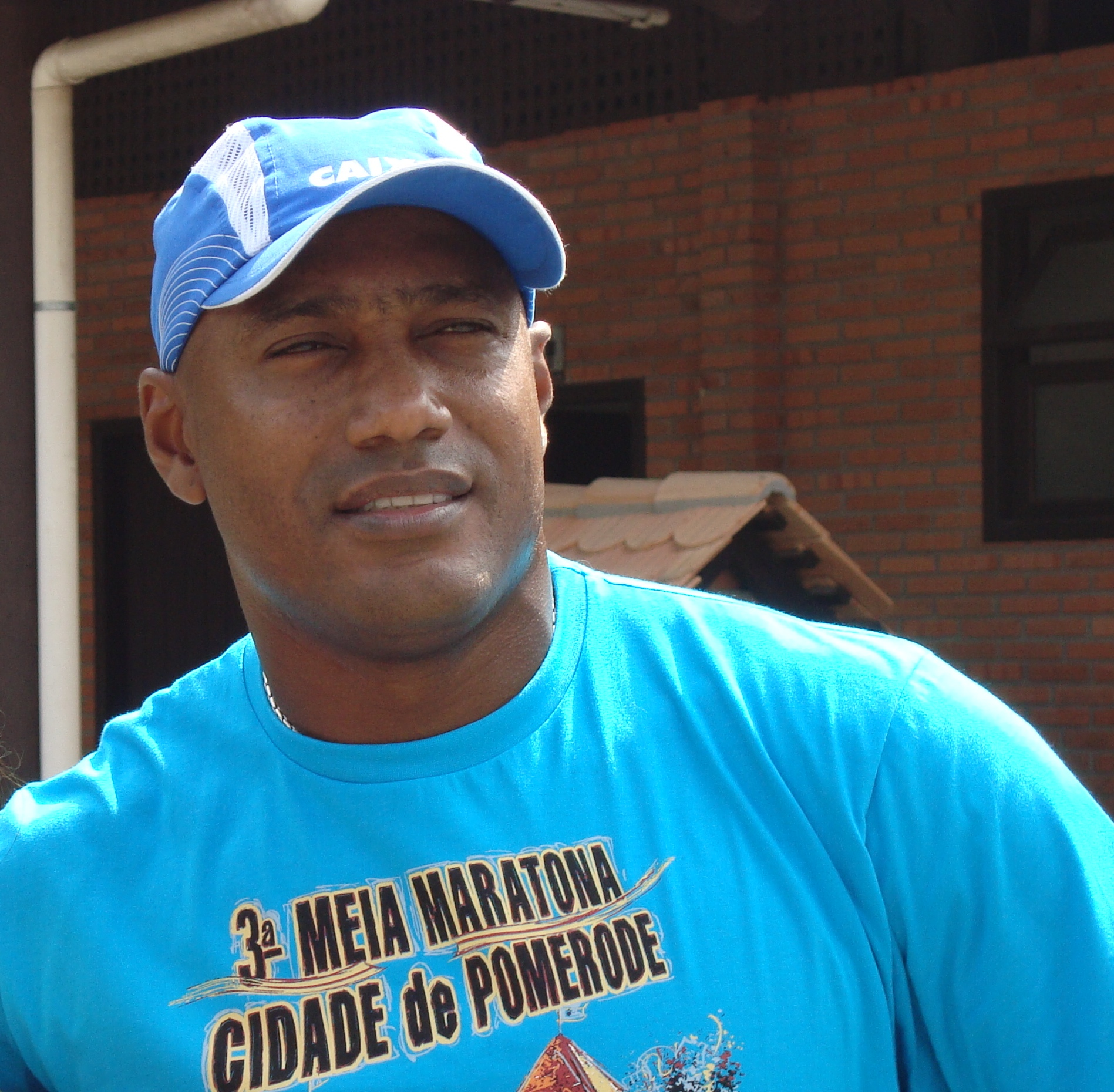
Claudinei da Silva belegte Rang sechs
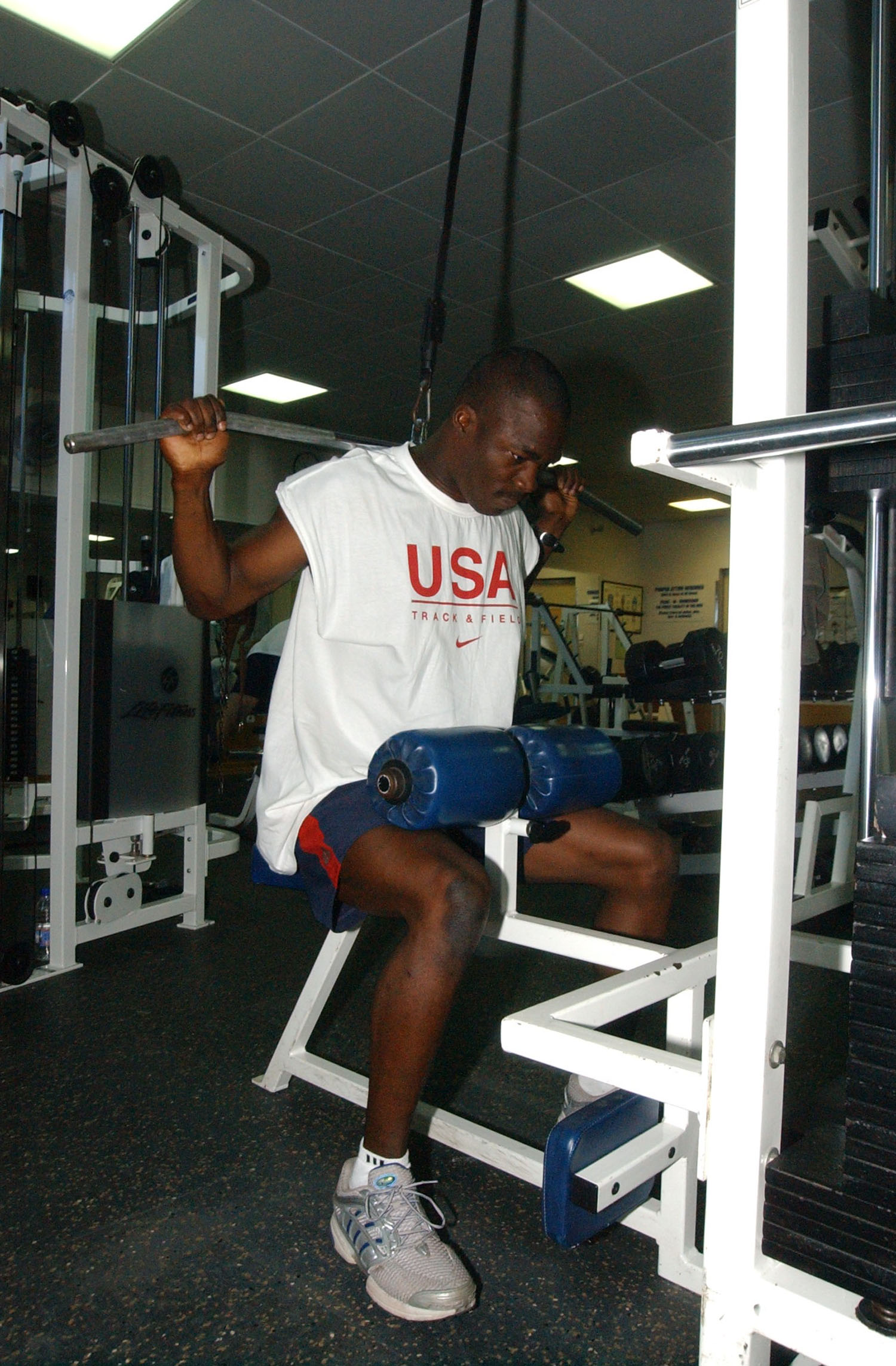
John Capel wurde Olympiaachter

## Videolinks
- Men's 200 Meters Final - 2000 Sydney Olympics Track & Field, youtube.com, abgerufen am 21. Januar 2022
- Sidney 2000 Olympics, 200 m men, Kostas Kenteris, youtube.com, abgerufen am 19. März 2018